# Сушин, Григорий Васильевич
Григорий Васильевич Сушин (9 февраля 1926 — 7 либо 8 июня 1974) — советский кораблестроитель, один из создателей скоростных судов на подводных крыльях, лауреат Ленинской премии.

## Биография
После окончания Горьковского речного техникума (1943) служил на флоте, участник Великой Отечественной войны.
В 1952 г. окончил механический факультет Горьковского института инженеров водного транспорта.
С 1952 по 1966 г. работал в научно-исследовательской гидродинамической лаборатории и ЦКБ по судам на подводных крыльях при заводе «Красное Сормово», с 1959 начальник сектора и заместитель главного конструктора ЦКБ по производству.
В 1966—1970 начальник цеха и главный конструктор проекта в отделе главного технолога завода «Красное Сормово».
С 1970 г. работал в центральном аппарате Министерства судостроительной промышленности СССР.
Похоронен в Москве на Лианозовском кладбище.

## Награды
За участие в создании скоростных пассажирских речных судов на подводных крыльях в 1962 году присуждена Ленинская премия.